# Hintere Schöntaufspitze
Die Hintere Schöntaufspitze (italienisch Punta Beltovo di Dentro) ist ein Gipfel der Laaser Berge in den Ortler-Alpen bei Sulden in Südtirol. Sie erreicht eine Höhe von 3325 m s.l.m. und ist Bestandteil des Nationalparks Stilfserjoch.
Der komplett eisfreie Gipfelaufbau, der über einen kurzen Abstecher von dem bis zum Madritschjoch markierten Weg erreicht werden kann, macht die Hintere Schöntaufspitze zu einem der höheren „Wandergipfel“ der Ostalpen.
Von der Schaubachhütte (2601 m), die unweit der Bergstation der Suldner Bergbahnen liegt, dauert der Aufstieg etwa zwei Stunden. Vom Straßenende im hinteren Martelltal erreicht man die Hintere Schöntaufspitze in knapp drei Stunden.
Vom Gipfel hat man einen Ausblick auf Königspitze, Monte Zebrù und Ortler sowie auf das Cevedale-Massiv und die umliegenden Berge über dem Suldental und dem Martelltal.